# Valdimar Þór Ingimundarson
Valdimar Þór Ingimundarson (Reikiavik, 28 de abril de 1999) es un futbolista islandés que juega en la demarcación de centrocampista para el Víkingur Reykjavík de la Úrvalsdeild Karla.

## Selección nacional
Tras jugar en la selección de fútbol sub-20 de Islandia y en la sub-21, finalmente el 12 de enero de 2021 hizo su debut con la selección absoluta en un encuentro amistoso contra Uganda que finalizó con un resultado de empate a uno tras los goles de Jón Böðvarsson y Patrick Kaddu.

## Clubes
| Club               | País     | Año       | Partidos | Goles |
| ------------------ | -------- | --------- | -------- | ----- |
| Fylkir Reykjavík   | Islandia | 2016-2020 | 80       | 23    |
| Strømsgodset IF    | Noruega  | 2020-2022 | 28       | 2     |
| Sogndal Fotball    | Noruega  | 2022-2023 | 64       | 14    |
| Víkingur Reykjavík | Islandia | 2024-     | 113      | 31    |

## Palmarés

### Campeonatos nacionales
| Título         | Club             | País     | Año  |
| -------------- | ---------------- | -------- | ---- |
| 1. deild karla | Fylkir Reykjavík | Islandia | 2017 |